# Diogenichthys
Diogenichthys (Bolin, 1939) è un genere di pesci ossei marini appartenenti alla famiglia Myctophidae.

## Distribuzione e habitat
Il genere ha distribuzione cosmopolita. La specie D. atlanticum è segnalata nel mar Mediterraneo<.
Sono pesci epipelagici o mesopelagici che possono trovarsi fino a oltre 2000 metri di profondità. Effettuano migrazioni nictemerali, spostandosi a profondità più basse durante la notte.

## Tassonomia
Il genere comprende 3 specie:
- Diogenichthys atlanticus
- Diogenichthys laternatus
- Diogenichthys panurgus